# Sindromul Korsakoff
Sindromul Korsakoff este o afecțiune neuropsihiatrică cauzată de o deficiență severă de vitamina B1 (tiamină) în organism. Această afecțiune este adesea asociată cu abuzul cronic de alcool⁠(d) și poate apărea ca o complicație a encefalopatiei Wernicke⁠(d).
Sindromul Korsakoff se manifestă prin pierderea memoriei pe termen scurt și incapacitatea de a învăța lucruri noi. Persoanele afectate pot avea dificultăți în a-și aminti evenimentele recente și pot uita ce s-a întâmplat chiar și în urmă cu câteva minute. De asemenea, acestea pot inventa amintiri noi (confabulații⁠(d)) pentru a completa golurile din memorie.

## Simptome
Acesta poate determina dificultăți în exprimarea verbală, scăderea atenției și a capacitații de concentrare, apatie și pierderea motivației. În cazuri avansate, poate apărea și o pierdere a coordonării musculare (ataxie).

## Tratament
Tratamentul pentru sindromul Korsakoff include administrarea de vitamina B1 pentru a corecta deficiența, precum și terapie cognitiv-comportamentală⁠(d) și terapie ocupațională⁠(d) pentru a ajuta persoana afectată să-și dezvolte strategii de gestionare a deficienței de memorie și să învețe să își organizeze activitățile zilnice. Este important să se identifice cauza subiacentă a deficienței de vitamina B1 și să se trateze, de exemplu prin renunțarea la consumul de alcool sau tratamentul unei afecțiuni medicale asociate.

## Debutul și evoluția
Sindromul Korsakoff poate apărea la orice vârstă, dar este mai frecvent întâlnit la persoanele de vârsta mijlocie sau în vârstă care au un istoric de consum cronic de alcool și/sau malnutriție. Consumul cronic de alcool poate duce la deficiența de vitamina B1, iar persoanele care suferă de malnutriție sau de afecțiuni care afectează absorbția nutrienților sunt, de asemenea, expuse la riscul de a dezvolta această afecțiune.Cu toate acestea, sindromul Korsakoff poate apărea și la persoanele care nu consumă alcool, în cazul în care acestea prezintă deficiențe nutriționale sau afecțiuni care afectează absorbția nutrienților.